# Audi S3
Audi S3 — спортивна версія автомобіля німецького концерну Audi «компактного» класу — Audi A3. 

Audi S3 виробляється з 1999 року.

## Перше покоління 8L (1999-2002)

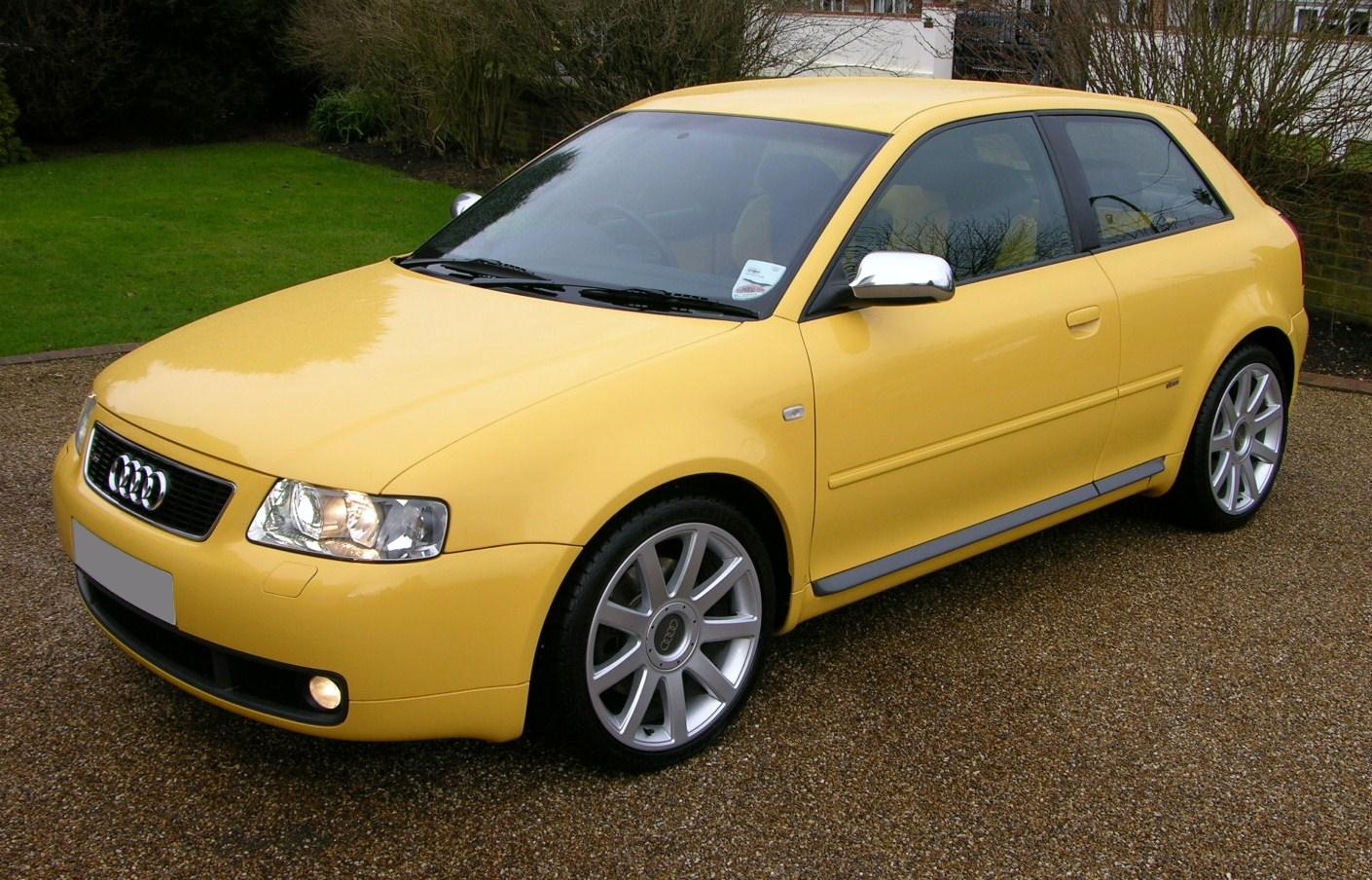
Audi S3 I

Audi S3 першого покоління оснащалася повним приводом Quattro і 1.8 літровим турбодвигуном, який спочатку видавав 210 сил і 270 Нм, а після рестайлінгу 2001 року - 225 і 280 відповідно. Розгін до 100 км/год в залежності від віддачі мотора тривав від 6,8 до 6,6 с. Автомобіль пропонувався виключно в трьохдверному кузові з 6-ст. механічною коробкою перемикання передач.

## Друге покоління 8P/8PA (2006-2012)

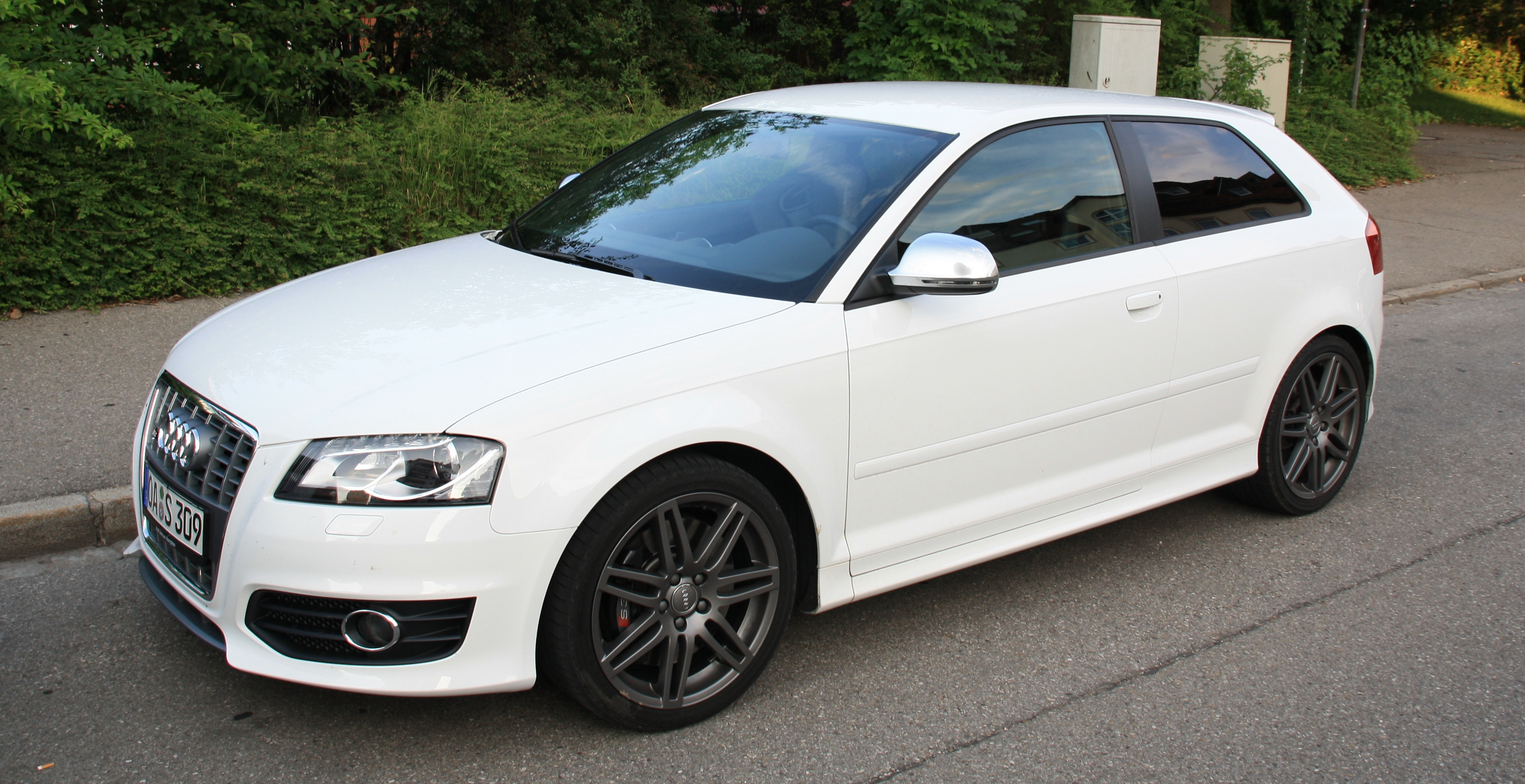
Audi S3 II (2006-2008)

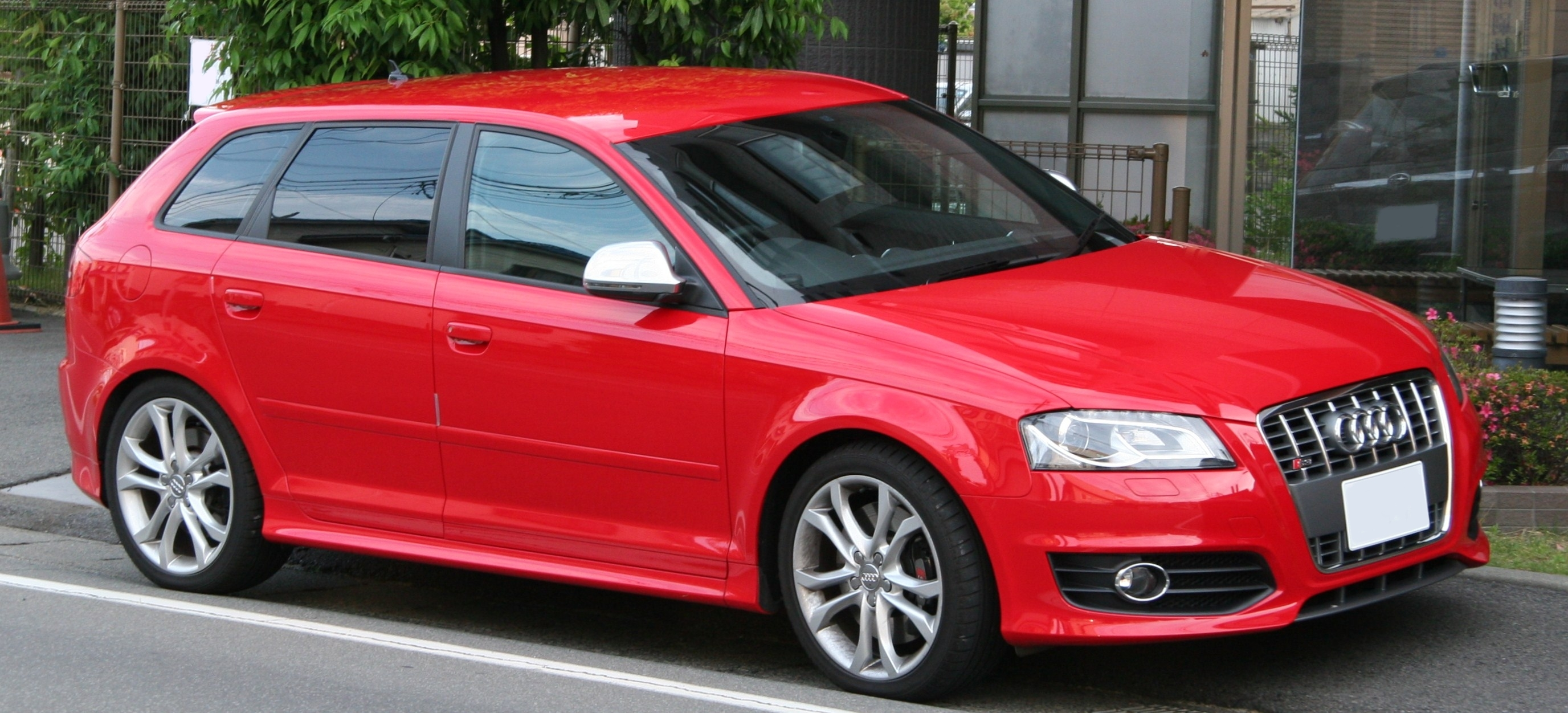
Audi S3 Sportback (2008-2012)

В серпні 2006 році представлене друге покоління Audi S3 в трьохдверному кузові з двигуном 2.0 TFSI потужністю 265 к.с., крутним моментом 350 Нм.
Після рестайлінгу, що відбувся в квітні 2008 року, до трьохдверної моделі (8P) додалась п'ятидверна версія (8PA) з додатковим позначенням "Sportback". З червертого кварталу 2008 року доступна автоматична шестиступінчаста КПП S Tronic з подвійним зчепленням. Audi S3 поставляється зі стандартними легкосплавними дисками і шинами 225/40 R18, а також має серійні бі-ксенонові фари і дзеркала з алюмінієвим покриттям.

## Третє покоління 8V (2012-2020)

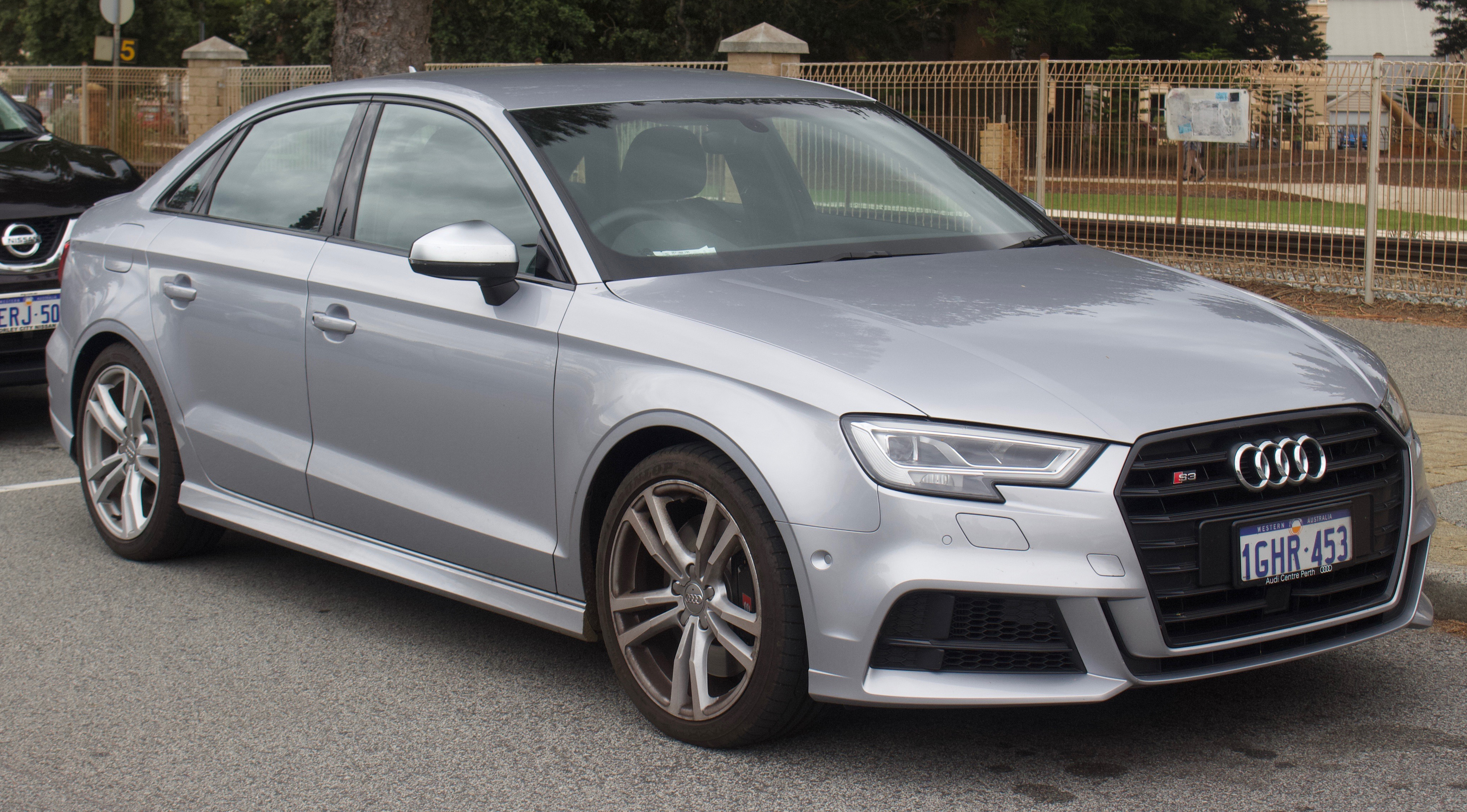
Audi S3 III

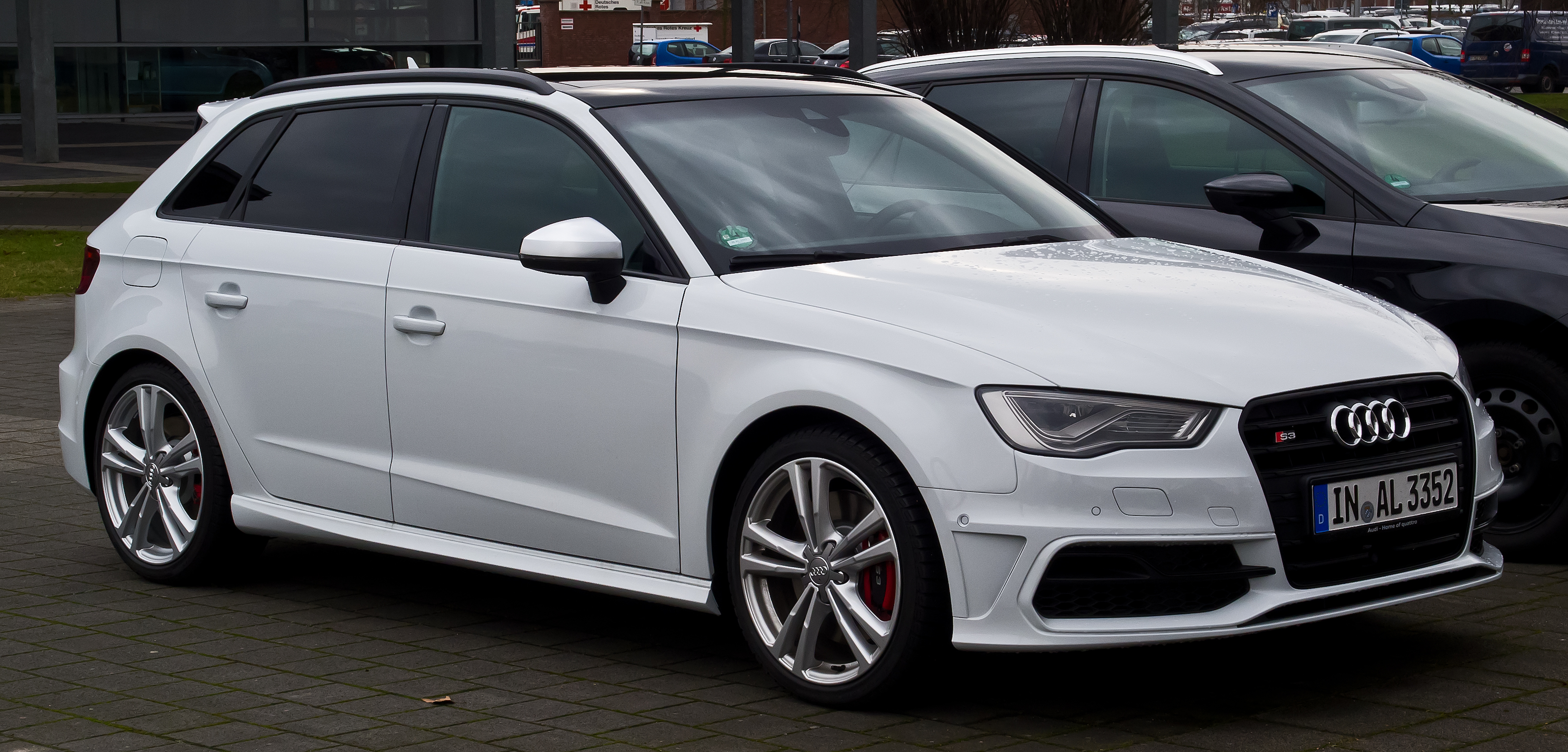
Audi S3 III

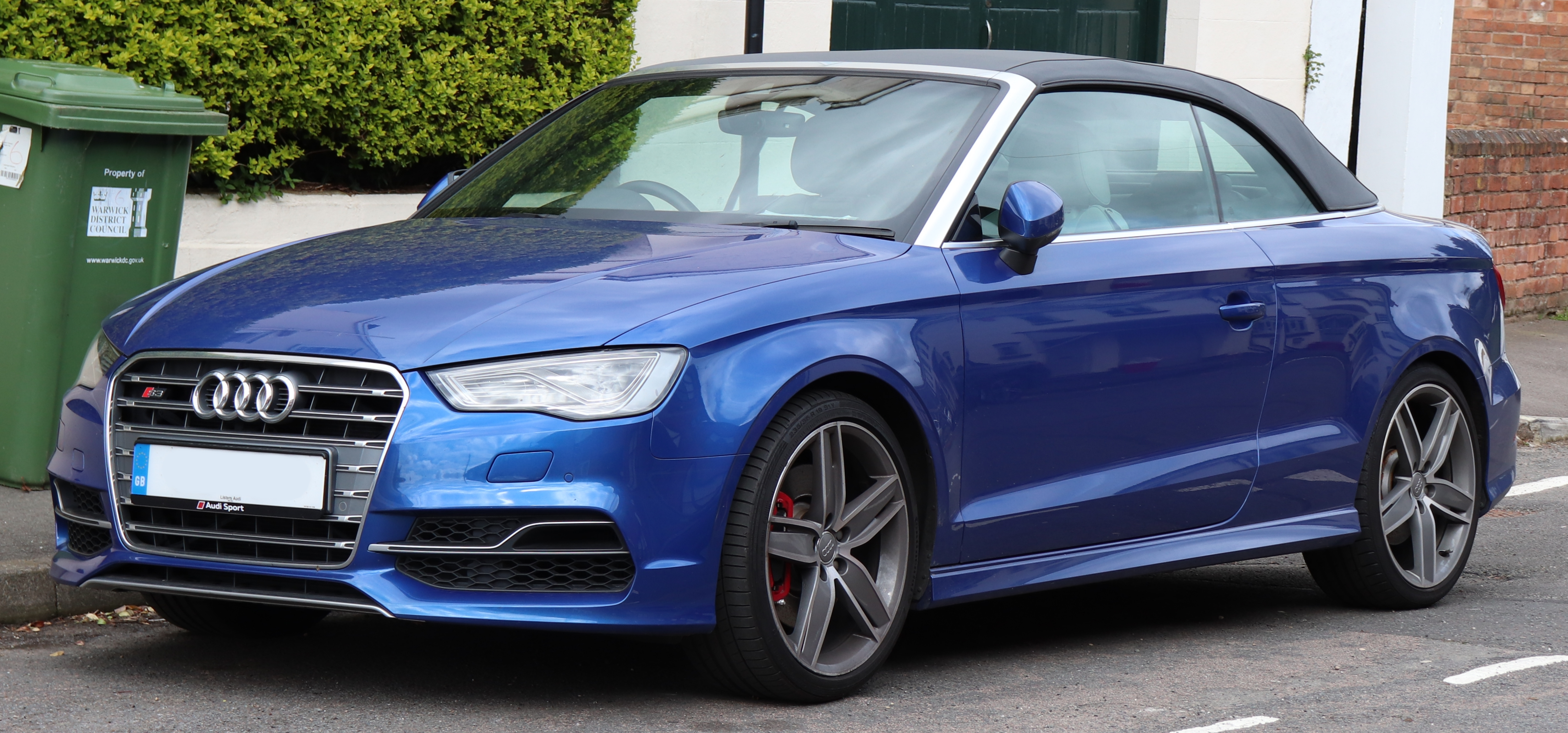
Audi S3 8V Cabriolet

На Паризькому автосалоні у вересні 2012 року представлено третє покоління Audi S3 (8V) спочатку у трьохдверному кузові.
Автомобіль комплектується 2,0-літровим бензиновим двигуном з турбонаддувом потужністю 300 к.с. У стандартній комплектації з шестиступінчастою механічною коробкою передач і повнопривідною трансмісією Quattro. Як опція пропонується 6-ступінчаста (DQ250) S-Tronic з подвійним зчепленням. Замовлення на модель приймаються з кінця 2012 року, продаж моделі почнеться в першому кварталі 2013 року.
В рестайліговій моделі вже було встановлено іншу 7-ступінчасту роботизовану коробку передач з подвійним зчепленням S-Tronic (DQ381).
Автомобілі S3 доступні останнього покоління з навігаційною системою MMI Audi з сенсорною панеллю MMI. Остання дозволяє водієві вписувати необхідні дані вручну. Замовивши Audi сполучення, водій отримує постійне підключення до мережі Internet. Зручний 7.0-дюймовий екран відображатиме обрані сервіси, включаючи навігаційні карти та контакти. Голосовий контроль дозволить відправляти повідомлення без відриву від управління. Стандартну звукову систему DAB можна замінити на Bang and Olufsen з сабвуфером. До переліку можливих елементів безпеки включені: круїз-контроль, функція допомоги руху по смузі, функція розпізнавання дорожніх знаків та функція автоматичного паркування. Стандартно запропоновані подушки безпеки, антиблокувальні гальма та контроль стабільності. 

## Четверте покоління 8Y (2020-наш час)

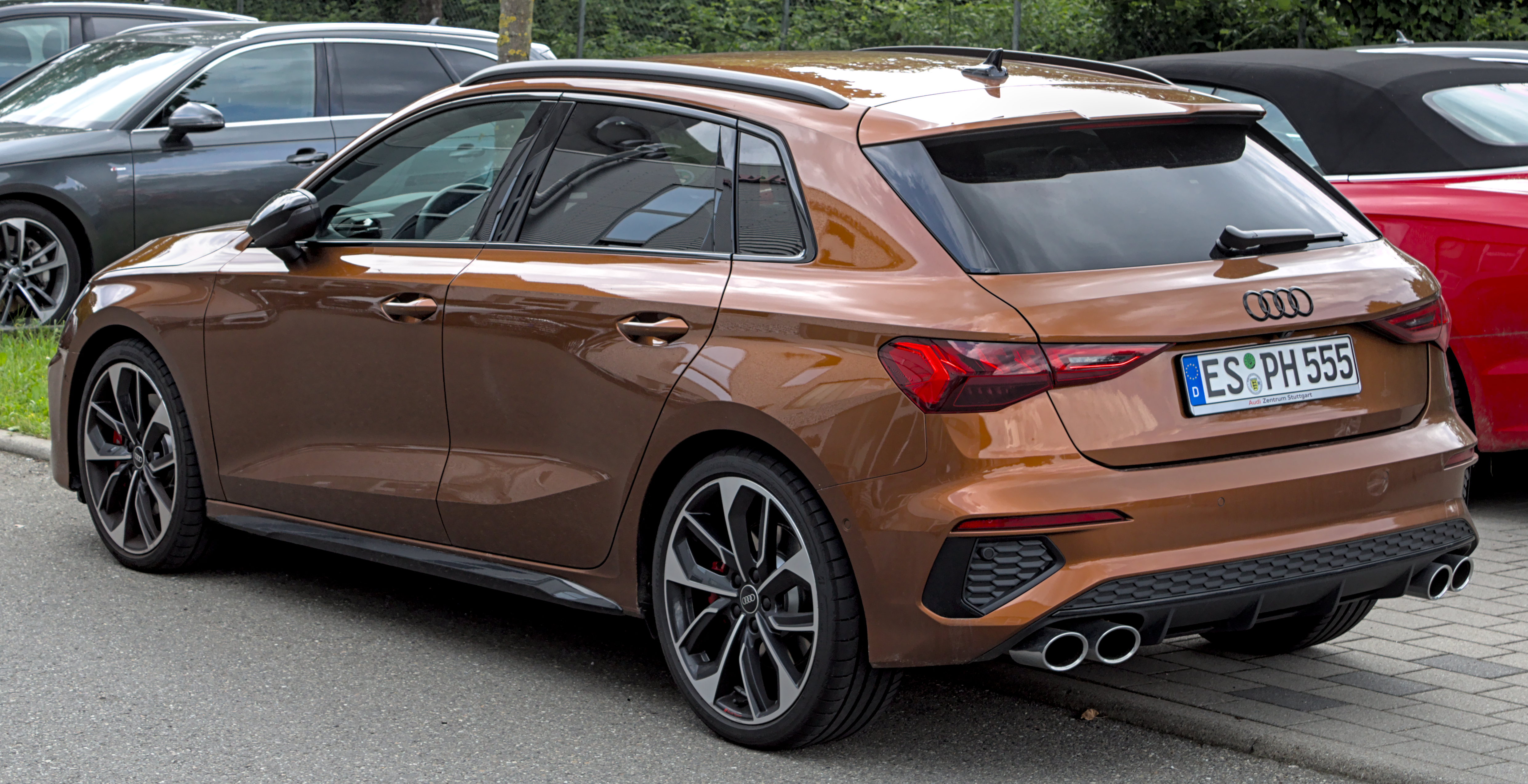
Audi S3 IV

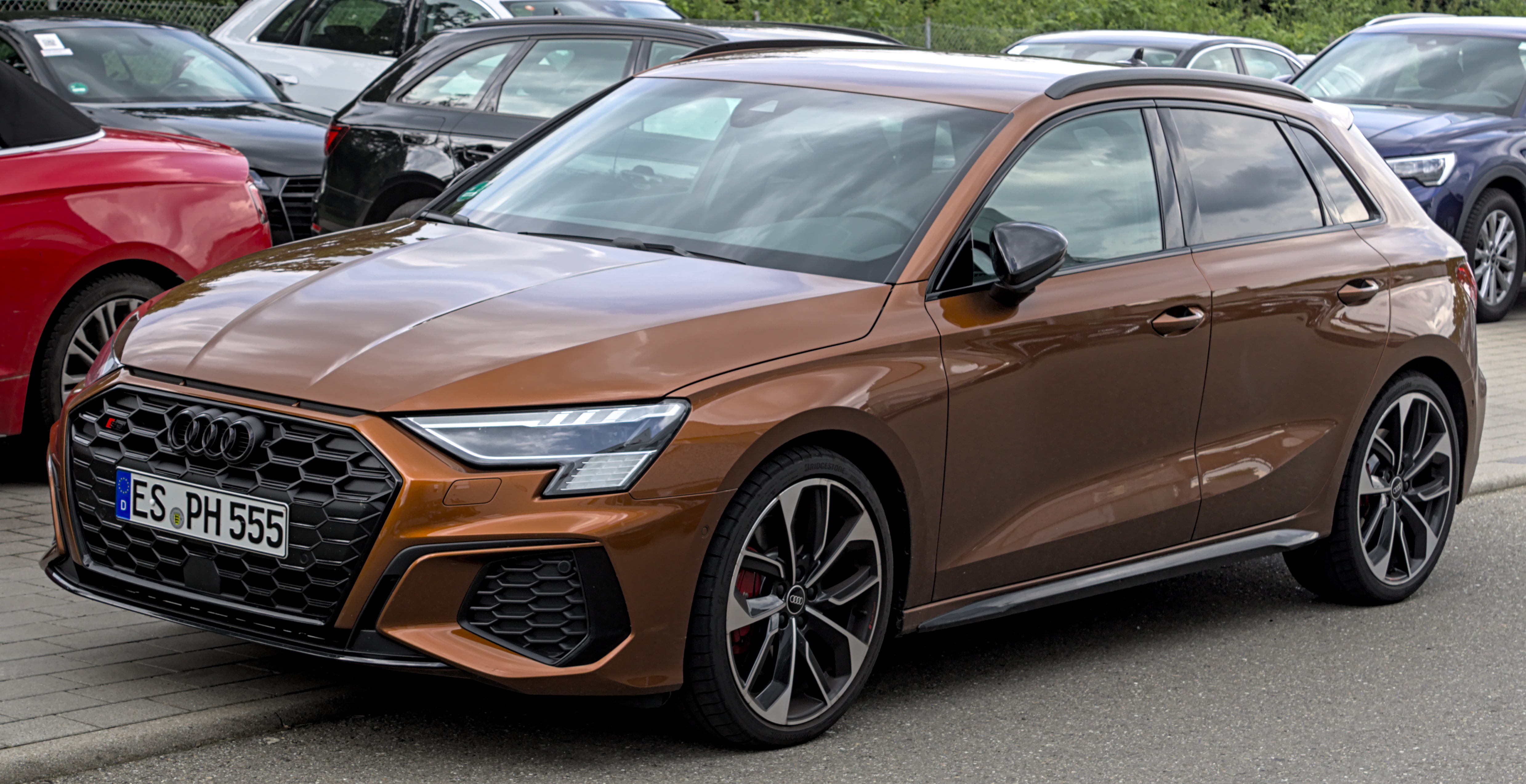
Audi S3 IV

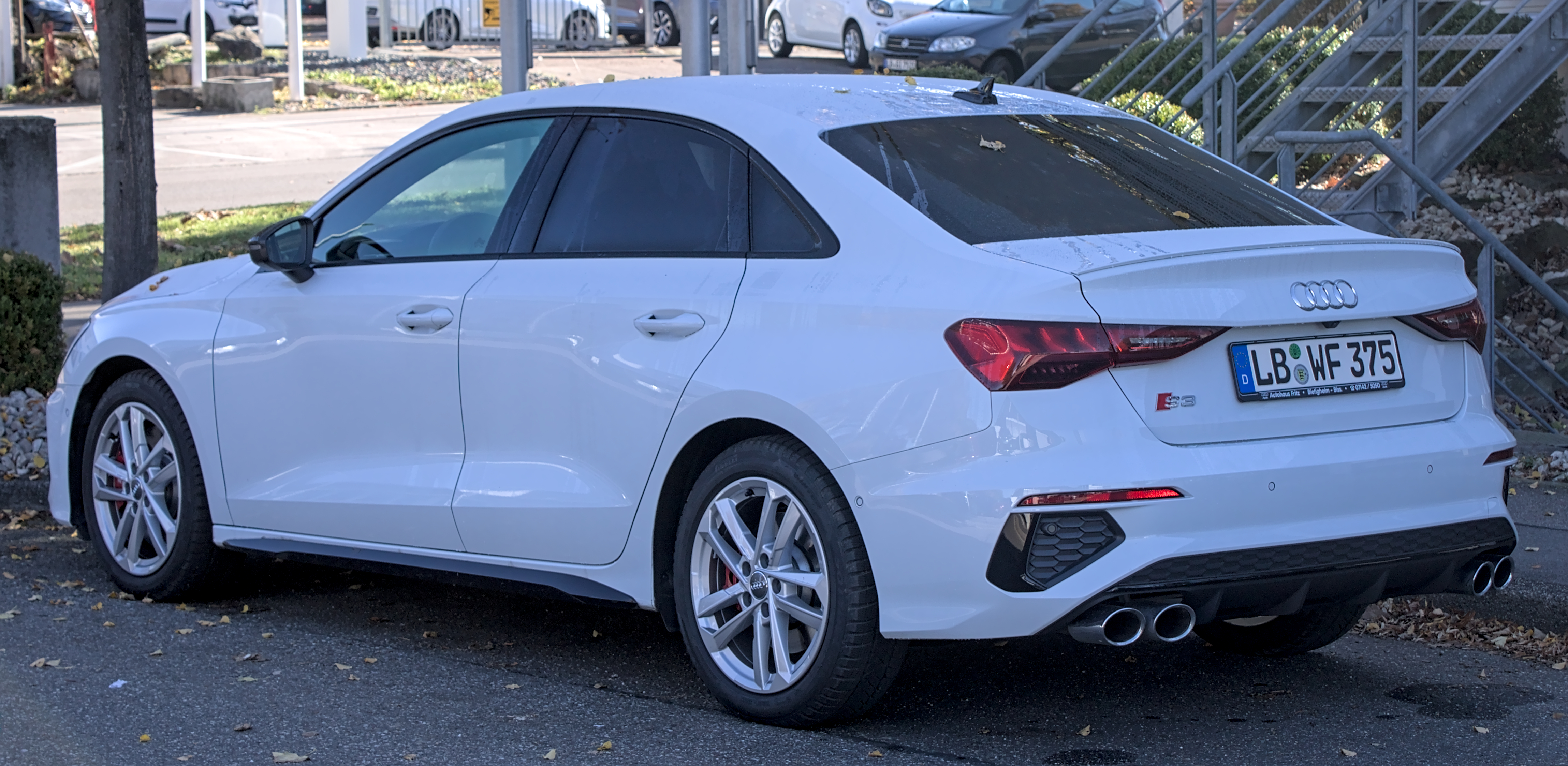
Audi S3 8Y Sedan

Четверте покоління S3 на базі Audi A3 8Y було представлено 11 серпня 2020 року. На початку жовтня 2020 року вона прийшла до дилерів. На відміну від попередньої моделі, доступні лише два замість чотирьох варіантів кузова.
Модель S3 має той же 2.0 літровий бензиновий двигун попереднього покоління, який видає 310 к.с. і 400 Нм крутного моменту, але цього разу доступний лише з автоматичною коробкою передач. Він також зменшив вантажний простір (320 літрів замість 380 літрів у A3) завдяки системі повного приводу Quattro.

### Двигун
- 2.0 L EA888 evo 2 turbo I4 310 к.с. при 5450–6500 об/хв 400 Нм при 2000–5450 об/хв